# Manga! Manga! The World of Japanese Comics
Manga! Manga! El Mundo de los Cómics japoneses Es un  libro del año 1983 escrito por Frederik L. Schodt. Publicado por la editorial japonesa Kodansha, es el primer trabajo de lengua inglesa académico en relación a los cómics japoneses, o manga, estudiándolos como un fenómeno artístico, literario, comercial y sociológico. Parte de la motivación de Schodt para escribirlo fue para servir de introducción al manga para el público angloparlante. El libro está lleno de mucho contenido y presenta un prefacio por Osamu Tezuka. También incluye extractos traducidos de obras como Fénix del propio tezuka, Hadashi no Gen de Keiji Nakazawa, La Rosa de Versalles deRiyoko Ikeda, y la historia corta "el guerrero fantasma de Leiji Matsumoto.
Manga! Manga! obtuvo buenas críticas tanto por parte de la prensa especializada y no-especializada en cómics y recibió una aprobación prominente de Stan Lee.
En 1996, Stone Bridge Press publicó la "secuela" a Manga! Manga!, Dreamland Japan: writings on modern manga. En la introducción a este libro, Schodt declara que un bistró japonés en Berkeley, California tomó su nombre de Manga! Manga!